# Alabaster
Alabaster város az USA Alabama államában, Shelby megyében. Lakosainak száma 33 284 fő (2020).

## Népesség
A település népességének változása:
| Lakosok száma | 30 352 | 31 342 | 33 284 |
|               | 2010   | 2013   | 2020   |